# Eublemma rosinans
Eublemma rosinans là một loài bướm đêm trong họ Erebidae.